# Ulica Białobrzeska w Warszawie
Ulica Białobrzeska – ulica w dzielnicy Ochota w Warszawie.

## Opis
Nazwa ulicy, nadana w 1928, pochodzi od miejscowości Białobrzegi.
Po 1930 pod nr 39 (u zbiegu z ul. Lelechowską) wzniesiono kamienicę Romana Felińskiego. Jej architektura jest przykładem „miękkiego” funkcjonalizmu – wybudowany w układzie liniowym trzypiętrowy dom otrzymał od strony ul. Białobrzeskiej półokrągłe wykusze.
W latach 1930–1932 pod nr 44 wybudowano funkcjonalistyczny gmach Gimnazjum Żeńskiego Fundacji im. Wandy z Possetów Szachtmajerowej według projektu Romualda Gutta. Tynkowaną elewację ozdabiają pasy z surowej cegły na wysokości okien każdej z kondygnacji, co wprowadza poziomy układ fasady. Obecnie w budynku mieści się Zespół Szkół Specjalnych nr 109, wcześniej Szkoła Podstawowa nr 9 im. gen. dyw. Stefana Roweckiego „Grota”.
Na odcinku od ulicy Rokosowskiej do Bitwy Warszawskiej 1920 Roku dominuje socrealistyczna zabudowa osiedla Ochota I, natomiast dalej na południe pierzeje tworzą bloki osiedla Szosa Krakowska.